# 水城寺
水城寺（すいじょうじ）は、福岡県春日市平田台（ひらただい）にある仏教寺院。法華宗陣門流の九州唯一の寺である。山号は不退山。院号は妙法院。

## 歴史
この寺は、1954年（昭和29年）10月8日、不退院泰平日説（三宅泰平）が同県筑紫郡太宰府町吉松461番地（現、太宰府市）に法華宗水城寺を開山した。「日本一小さいお寺」を自称する。
現在の住職は、3世 中野正常。

## アクセス
- JR鹿児島本線 大野城駅（同県大野城市）よりタクシー5分、もしくは徒歩25分
- 九州自動車道 太宰府インターチェンジ（同県太宰府市・大野城市）

## 他の寺院
総本山
- 長久山本成寺（新潟県三条市）

関西教区 京別院
- 光了山本禅寺（京都府京都市）